# 경상남도의 무상급식 중단
경상남도의 무상 급식 정책 논란은 홍준표가 취임사를 뒤엎고 무상급식을 중단해 생긴 논란이다. 무상급식 지속을 추진하는 단체에선 서명을 모아 주민투표를 하고자 했지만 경남도청에서는 주민투표 서명 모집 증명서 교부를 거부했다.
결국 2015년 4월 1일에 무상급식이 중단되었다. 일부 학교에선 도시락 싸기, 출석거부등의 방법으로 홍준표 도지사의 정책에 항의하고 있다.
무상급식에 찬성하는 단체에서는 홍 지사에 대한 주민소환 운동에 들어갔다. 반면 무상급식 반대 단체에서는 박종훈 경상남도교육감에 대한 주민소환 운동에 들어갔다. 그러나 허위서명이 발견되어서 박종훈 교육감에 대한 주민소환은 중단되었다.